# Lotta ai Giochi della XXIX Olimpiade
Le prove di Lotta alla XXIX Olimpiade sono state disputate nel China Agricultural University Gymnasium, dal 9 al 19 agosto 2008. Erano in programma due discipline: la lotta libera (7 categorie maschili e 4 femminili) e la lotta greco-romana (7 categorie maschili). Vi presero parte 344 atleti provenienti da 28 nazioni

## Calendario
| lotta greco- romana | Uomini | 55 kg 60 kg | 66 kg 74 kg | 84 kg 96 kg 120 kg |  |             |             |  |             |             |                    | 7  |
| lotta libera        | Uomini |             |             |                    |  |             |             |  | 55 kg 60 kg | 66 kg 74 kg | 84 kg 96 kg 120 kg | 7  |
| lotta libera        | Donne  |             |             |                    |  | 48 kg 55 kg | 63 kg 72 kg |  |             |             |                    | 4  |
| Totale              | Totale | 2           | 2           | 3                  |  | 2           | 2           |  | 2           | 2           | 3                  | 18 |

|  | Qualificazioni |  | FINALI |

## Podi

### Uomini
| Evento                   | Oro                                  | Argento                                | Bronzo                                    |
| Lotta greco-romana       |                                      |                                        |                                           |
| fino a 55 kg (dettagli)  | Nazir Mankiev                        | Rövşən Bayramov                        | Roman Amoyan Park Eun-Chul                |
| fino a 60 kg (dettagli)  | Islam-Beka Albiev                    | Nurbakyt Tengizbayev Vitali Rəhimov dq | Ruslan Tümönbaev Sheng Jiang              |
| fino a 66 kg (dettagli)  | Steeve Guénot                        | Kanatbek Begaliev                      | Mikhail Siamionau Armen Vardanyan         |
| fino a 74 kg (dettagli)  | Manuchar Kvirkelia                   | Chang Yongxiang                        | Christophe Guénot Yavor Yanakiev          |
| fino a 84 kg (dettagli)  | Andrea Minguzzi                      | Zoltán Fodor                           | Nazmi Avluca Ara Abrahamian dq            |
| fino a 96 kg (dettagli)  | Aslanbek Chuštov                     | Mirko Englich                          | Adam Wheeler Marek Švec Asset Mambetov dq |
| fino a 120 kg (dettagli) | Mijaín López                         | Mindaugas Mizgaitis Chasan Baroev dq   | Yuri Patrikeev Yannick Szczepaniak        |
| Lotta libera             |                                      |                                        |                                           |
| fino a 55 kg (dettagli)  | Henry Cejudo                         | Tomohiro Matsunaga                     | Besik Kuduchov Radoslav Velikov           |
| fino a 60 kg (dettagli)  | Mavlet Batirov                       | Kenichi Yumoto Vasyl Fedoryshin dq     | Morad Mohammadi Bazar Bazarguruev         |
| fino a 66 kg (dettagli)  | Ramazan Şahin                        | Andrij Stadnik                         | Sushil Kumar Otar Tushishvili             |
| fino a 74 kg (dettagli)  | Buvaisar Saitiev                     | Murad Hajdaraŭ Soslan Tigiev dq        | Kiril Terziev Gheorghiță Ștefan           |
| fino a 84 kg (dettagli)  | Revaz Mindorashvili                  | Yusup Abdusalomov                      | Taras Danko Georgij Ketoev                |
| fino a 96 kg (dettagli)  | Širvani Muradov                      | Georgi Gogshelidze Taimuraz Tigiyev dq | Khetag Gazyumov Michel Batista            |
| fino a 120 kg (dettagli) | Bachtijar Achmedov Artur Tajmazov dq | David Musul'bes                        | Marid Mutalimov Disney Rodríguez          |

### Medaglie revocate per doping
- Lotta libera 60 kg: il lottatore ucraino Vasyl Fedoryšyn ha originariamente vinto la medaglia d'argento, ma è stato squalificato nel 2016 dopo aver fallito un test antidoping. L'United World Wrestling ha riassegnato le medaglie di conseguenza.
- Lotta libera 74 kg: il lottatore uzbeco Soslan Tigiev ha originariamente vinto la medaglia d'argento, ma è stato squalificato nel 2016 dopo aver fallito un test antidoping. L'United World Wrestling ha riassegnato le medaglie di conseguenza.
- Lotta libera 96 kg: il lottatore kazako Taimuraz Tigiyev ha originariamente vinto la medaglia d'argento, ma è stato squalificato nel 2016 dopo aver fallito un test antidoping. L'United World Wrestling ha riassegnato le medaglie di conseguenza.
- Lotta libera 120 kg: il lottatore uzbeko Artur Tajmazov, ha originariamente vinto la medaglia d'oro, ma è stato squalificato nel 2016 dopo aver fallito un test antidoping. L'United World Wrestling ha riassegnato le medaglie di conseguenza.
- Lotta greco-romana 60 kg: il lottatore azero Vitali Rəhimov ha originariamente vinto la medaglia d'argento, ma è stato squalificato nel 2016 dopo aver fallito un test antidoping. L'United World Wrestling ha riassegnato le medaglie di conseguenza.
- Lotta greco-romana 96 kg: il lottatore kazako Marid Mutalimov ha originariamente vinto in una delle due medaglie di bronzo, ma è stato squalificato nel 2016 dopo aver fallito un test antidoping. L'United World Wrestling ha riassegnato le medaglie di conseguenza.
- Lotta greco-romana 120 kg: il lottatore russo Chasan Baroev ha originariamente vinto la medaglia d'argento, ma è stato squalificato nel 2016 dopo aver fallito un test antidoping. L'United World Wrestling ha riassegnato le medaglie di conseguenza.

### Donne
| Evento                  | Oro           | Argento         | Bronzo                              |
| Lotta libera            |               |                 |                                     |
| fino a 48 kg (dettagli) | Carol Huynh   | Chiharu Ichō    | Marija Stadnyk Irini Merleni        |
| fino a 55 kg (dettagli) | Saori Yoshida | Xu Li           | Tonya Verbeek Jackeline Rentería    |
| fino a 63 kg (dettagli) | Kaori Ichō    | Alëna Kartašova | Yelena Shalygina Randi Miller       |
| fino a 72 kg (dettagli) | Wang Jiao     | Stanka Zlateva  | Kyoko Hamaguchi Agnieszka Wieszczek |

## Medagliere
| Posizione | Paese         |    |    |    | Totale |
| --------- | ------------- | -- | -- | -- | ------ |
| 1         | Russia        | 6  | 3  | 2  | 11     |
| 2         | Giappone      | 2  | 2  | 2  | 6      |
| 3         | Georgia       | 2  | 0  | 2  | 4      |
| 4         | Cina          | 1  | 2  | 0  | 3      |
| 5         | Stati Uniti   | 1  | 0  | 2  | 3      |
| 6         | Canada        | 1  | 0  | 1  | 2      |
| 6         | Francia       | 1  | 0  | 1  | 2      |
| 6         | Turchia       | 1  | 0  | 1  | 2      |
| 9         | Cuba          | 1  | 0  | 0  | 1      |
| 9         | Italia        | 1  | 0  | 0  | 1      |
| 11        | Ucraina       | 0  | 2  | 2  | 4      |
|           | Azerbaigian   | 0  | 2  | 2  | 4      |
| 13        | Kazakistan    | 0  | 1  | 4  | 5      |
| 14        | Bulgaria      | 0  | 1  | 3  | 4      |
| 15        | Kirghizistan  | 0  | 1  | 1  | 2      |
| 16        | Germania      | 0  | 1  | 0  | 1      |
| 16        | Ungheria      | 0  | 1  | 0  | 1      |
| 16        | Tagikistan    | 0  | 1  | 0  | 1      |
|           | Uzbekistan    | 0  | 1  | 0  | 1      |
| 20        | Armenia       | 0  | 0  | 2  | 2      |
| 20        | Bielorussia   | 0  | 0  | 2  | 2      |
| 22        | Colombia      | 0  | 0  | 1  | 1      |
| 22        | Corea del Sud | 0  | 0  | 1  | 1      |
| 22        | India         | 0  | 0  | 1  | 1      |
| 22        | Iran          | 0  | 0  | 1  | 1      |
| 22        | Lituania      | 0  | 0  | 1  | 1      |
| 22        | Polonia       | 0  | 0  | 1  | 1      |
| 22        | Slovacchia    | 0  | 0  | 1  | 1      |
| Totale    | Totale        | 17 | 17 | 35 | 71     |